# Reichsbahndirektion Nürnberg

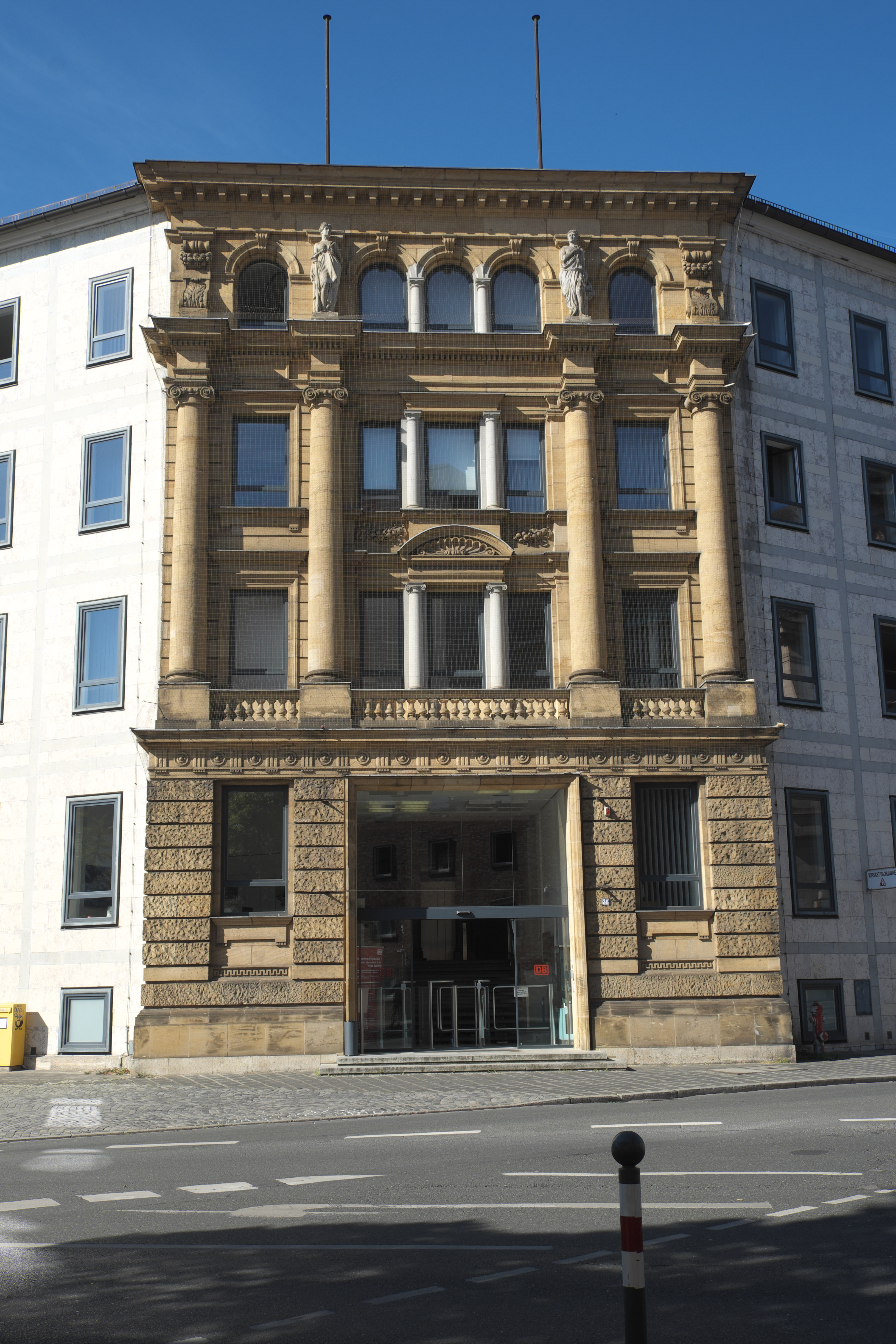
Ehemaliger Haupteingang der Direktion

Die Reichsbahndirektion Nürnberg war eine zwischen 1907 und 1993 bestehende deutsche Eisenbahndirektion. Ursprünglich war sie eine Eisenbahndirektion der Königlich Bayerischen Staatseisenbahnen. Ab 1920 gehörte sie, zunächst als Generaldirektion Nürnberg bezeichnet, zur Deutschen Reichsbahn. Ab 1922 firmierte sie unter der Bezeichnung Reichsbahndirektion Nürnberg. Mit dem Übergang zur Deutschen Bundesbahn änderte sich die Bezeichnung 1953 auf Bundesbahndirektion Nürnberg. Im Zuge der Bahnreform wurde die Direktion mit dem Übergang von der Bundesbahn zur Deutschen Bahn AG zum 31. Dezember 1993 aufgelöst.

## Geschichte

### Bayerische Staatsbahn
Die nachmalige Reichsbahndirektion wurde mit der Reform der Königlich Bayerischen Staatseisenbahnen gegründet, als zum 1. April 1907 die Oberbahnämter aufgelöst und Eisenbahnbetriebsdirektionen geschaffen wurden. Vorgängerorganisationen der Eisenbahndirektion Nürnberg waren das Oberbahnamt Nürnberg und der Eisenbahnbetriebsdirektionsbereich Bamberg oder die Eisenbahndirektion Nürnberg, die vom 7. September 1901 an bestand. Davor gab es in Nürnberg vom 1. Juli 1841 an eine Königlich bayerische Eisenbahnbaukommision, ab dem 7. April 1845 ein Bahnamt Nürnberg und ab dem 3. November 1875 ein Oberbahnamt nach der Trennung des Post- und Eisenbahnwesens.
Neben der Direktion in Nürnberg entstanden die Direktionen Augsburg, Ludwigshafen/Rhein, München, Regensburg und Würzburg.

### Reichsbahn
Alle diese Direktionen wurden 1920 von der neu gegründeten Deutschen Reichsbahn übernommen. Ab 1920 trug die Eisenbahndirektion die Bezeichnung Generaldirektion Nürnberg, bevor– nun reichseinheitlich – ab 1922 die Bezeichnung Reichsbahndirektion dem Namen vorangestellt wurde. 1929 betreute die Direktion 1600 km Strecke mit 19.879 Mitarbeitern.
1930 übernahm die Reichsbahndirektion Nürnberg die Aufgaben der Nachbardirektion Würzburg, als diese aufgelöst wurde.
Zum 31. Dezember 1933 wurde die Gruppenverwaltung Bayern – letzter Rest der eigenständigen Verwaltung der bayerischen Eisenbahn – aufgelöst. Die Reichsbahndirektion Nürnberg unterstand nun – wie alle anderen Direktionen – direkt der Hauptverwaltung der Deutschen Reichsbahn in Berlin.
Nach dem Zweiten Weltkrieg waren im gesamten Direktionsbezirk nur noch 200 Dampflokomotiven und sieben Elektrolokomotiven einsatzfähig. Im Mai wurden im westlichen Bezirk erste Nachschubzüge für die US-Army gefahren, die „schwarz“ auch von Deutschen genutzt wurden. Ende August 1945 verkehrten im Direktionsbezirk 57 Zugpaare wieder nach Fahrplan – allesamt immer restlos überfüllt. Auch der erste zivile Güterzug verkehrte noch im August, ein Nahgüterzug von Hanau nach Würzburg. Ab September wurde auf allen betriebsfähigen Strecken je ein Güterzugpaar angeboten. Ende 1945 waren alle Streckengleise instand gesetzt, wenn auch – wegen gesprengter Brücken – noch nicht alle durchgehend befahrbar waren und 400 Lokomotiven waren wieder repariert.

### Bundesbahn
Bereits am 15. Mai 1950 konnte mit der Bahnstrecke Regensburg–Nürnberg die erste nach dem Krieg neu elektrifizierte Hauptbahn in Deutschland in Betrieb genommen werden, zwei Jahre später das Zentralstellwerk, das diese Strecke von Nürnberg aus steuerte. Bis zur endgültigen Konsolidierung der Deutschen Bundesbahn trug die Direktion von 1949 bis 1953 die Bezeichnung Eisenbahndirektion Nürnberg, bevor sie in Bundesbahndirektion Nürnberg umbezeichnet wurde.
1955 hatte der Direktionsbezirk knapp 50.000 Mitarbeiter und betrieb ein Schienennetz von 2373 km mit 767 Lokomotiven (631 davon Dampflokomotiven) und 16 Schienenbussen. Von 1960 bis 1975 wurden im Bereich der Direktion im Personenverkehr 760 km Nebenbahnen im Personenverkehr aufgegeben und durch Bahnbusse ersetzt, 319 km sogar ganz aufgegeben und stillgelegt. In Nürnberg, Würzburg, Kulmbach und Marktredwitz gingen 1968 Containerterbahnhöfe in Betrieb. Ende 1971 betreute die Direktion 2373 km Strecke mit 27.830 Mitarbeitern.
Am 8. Dezember 1975 wurde der Betrieb mit Dampflokomotiven im Bereich der Direktion aufgegeben. Diese umfasste nun ein Netz von 3513 km, betrieb 59 Elektro- und Diesellokomotiven sowie 81 Schienenbusse. Zum 31. Mai 1976 übernahm die Reichsbahndirektion Nürnberg den überwiegenden Teil der Aufgaben der Nachbardirektion Regensburg. Sie hatte nun 38.550 Mitarbeiter. Zwischen 1980 und 1990 wurden im Direktionsbezirk 16 Betriebs- und Maschinenämter, 11 Dienststellen des maschinentechnischen Dienstes und neun Dienststellen des Baubereichs aufgegeben. Dabei entstand in Weiden aus dem Ausbesserungswerk unter privatwirtschaftlicher Beteiligung die Partner für Fahrzeugausstattung GmbH (PfA), die eine große Zahl von Schnellzug-Wagen in Interregio-Wagen umrüstete. Die Zahl der Stückgutbahnhöfe sank auf 27.
1985 betreute die Bundesbahndirektion Nürnberg das Jubiläum 150 Jahre Deutsche Eisenbahnen mit seinem Schwerpunkt in Nürnberg.
Ende 1990 unterstanden der Direktion 3528 km Strecke mit 25.327 Mitarbeitern. Im Zuge der Bahnreform wurde auch die Bundesbahndirektion Nürnberg mit Gründung der Deutschen Bahn AG aufgelöst. Letzter Präsident war von 1979 bis 1993 Horst Weigelt. Damals betreute die Direktion noch 3500 km mit 24724 Mitarbeitern (Stand: 1990).

## Aufgaben
Der Sitz der Direktion befand sich in der Sandstraße 32–38 in Nürnberg. 1938 erhielt die Direktion dort einen Neubau.
Bedeutende Strecken innerhalb des Direktionsbezirks waren:
- die Strecke (Erfurt) – Ritschenhausen – Schweinfurt – Würzburg – (Heilbronn)
- Fürth–Würzburg
- Würzburg–Aschaffenburg
- Nürnberg–Regensburg
- Nürnberg–Bamberg
- Bamberg–Hof
- Hochstadt-Marktzeuln–Probstzella
- Nürnberg–Treuchtlingen
- Würzburg–Treuchtlingen
- Rottendorf–Bamberg
- Schweinfurt–Meiningen bis zur Grenze nach Thüringen
- Nürnberg–Crailsheim

Zum Aufgabengebiet der Direktion gehörten weiter zwei Bahnbetriebswerke, das größte Ausbesserungswerk für Diesellokomotiven und das Verkehrsmuseum Nürnberg.

## Präsidenten
| Amtszeit  | Präsident                        | Anmerkung                                                                                            |
| --------- | -------------------------------- | --- |
| 1907–1912 | Lorenz von Seidlein              | |
| 1912–1919 | August Ritter von Kalckbrenner   | |
| 1919–1933 | Christian Emil Ferdinand Kaeppel | |
| 1933      | Wilhelm Emrich                   | anschließend mit dem Aufbau des Reichsbahn-Zentralamts betraut                                       |
| 1933      | Albert Gollwitzer kommissarisch  | |
| 1933–1943 | Ernst Geyer                      | abgesetzt, verhaftet                                                                                 |
| 1943–1945 | Karl Meyer                       | zuvor Präsident der Haupteisenbahndirektion Dnjepropetrowsk wegen Nazi-Vergangenheit entlassen       |
| 1945–1954 | Otto Fischl                      | |
| 1954–1957 | Hans Geitmann                    | zuvor Präsident der Generalbetriebsleitung Süd, Stuttgart anschließend Mitglied des Vorstands der DB |
| 1957–1965 | Hugo Strößenreuther              | |
| 1965–1972 | Hermann Dürr                     | [ 30 ]                                                                                               |
| 1973–1979 | Gerlach                          | |
| 1979–1993 | Horst Weigelt                    | |